# Ninurta-apil-ekur
Ninurta-apil-ekur war ein mittelassyrischer König. Nach der assyrischen Königsliste regierte er drei Jahre, eine andere Liste gibt 13 Jahre an.
| Autor              | Regierungszeit | Anmerkungen            |
| ------------------ | -------------- | ---------------------- |
| Cassin 1966        | 1192–1180      | mittlere Chronologie   |
| Gasche et al. 1998 | 1189–1178      | Ultrakurze Chronologie |
| Freydank 1991      | 1181–1169      |                        |

## Regierung
Nach der assyrischen Königsliste war er der Sohn von Ilī-padâ, einem Nachkommen von Eriba-Adad, der nach Karduniaš (Babylonien) ins Exil gegangen war. Sein Vater Ilī-padâ war ein Nachkomme von Eriba-Adad I. (1390–1364) und sukallu rabi'u sowie šar von Hanilgabat unter Aššur-nārāri III. (1202–1197). Er muss große Macht besessen haben, redet ihn Adad-šuma-uṣur von Babylon doch als König von Assyrien an. Borger nimmt an, dass dies schlicht als Beleidigung des wirklichen Königs gemeint war, was mit dem sonstigen Tonfall des Briefes übereinstimmen würde, der die Könige der Faulheit und Trunkenheit bezichtigt und der überraschenderweise als neu-assyrische Kopie vorliegt.
Ninurta-apil-ekur bezeichnet sich in seinen Inschriften teilweise als Sohn von Eriba-Adad.
Ninurta-apil-ekur kam aus dem babylonischen Exil zurück und riss, wohl mit Unterstützung der Kassiten, den Thron an sich.
In seiner Regierungszeit ist ein schweres Erdbeben belegt, das den Ischtar-Tempel in Assur zerstörte.

## Titel
Er führte die Titel König des Weltreiches, Statthalter von Enlil und Ninurta und ist aus zahlreichen Inschriften belegt.

## Chronologie
Ninurta-apil-ekur regierte entweder 13 (ältere assyrische Königsliste, NaKL) oder drei Jahre. Hornung hat sich für die kurze, Michael Rowton für die lange Chronologie ausgesprochen. Die meisten Forscher ziehen die niedrigere Dauer vor, Freydank weist seiner Herrschaft allerdings elf līmu zu (Saporetti dagegen keinen einzigen). Für die mittelassyrische Zeit (ca. 1500–1000 v. Chr.) liegen keine vollständigen Eponymenlisten vor. Jüngst hat Jaume Llop eine Reihenfolge von Eponymen vorgelegt, die die lange Regierungszeit bestätigt, freilich nicht die gesamten 13 Jahre abdeckt.
- Salmānu-zēra-iqīša
- Liptānu
- Salmānu-šumu-lešir
- Erīb-Aššur
- Marduk-aḫa-ēriš
- Pišqīja

Im nächsten Jahr folgte Ninurta-apil-ekurs Sohn Aššur-dan als Eponym. Llop nimmt an, dass die mittelassyrischen Könige dieses Amt in ihrem ersten Regierungsjahr innehatten.
Ninurta-apil-ekur war jedenfalls ein Zeitgenosse von Meli-Schipak von Babylon. Ein Keilschafttext aus Assur belegt, dass Meli-Schipak ihm ein Pferdegespann und Decken schenkte.

## Nachkommen
Seine Tochter Muballitat[...] war Hohepriesterin, sein Sohn Aššur-dan I. wurde nach ihm König.